# INtrmzzo
iNtrmzzo, bis 2006 unter dem Namen Intermezzo, ist eine vierköpfige A-cappella-Comedygruppe aus den Niederlanden.

## Geschichte
iNtrmzzo wurden 1984 als fünfstimmiges Ensemble unter dem Namen INTERMEZZO gegründet. Die fünf Gründungsmitglieder Ronald Becker, Evert Bandringa, Stijn van de Loo, Mathijs Overmars und Iek de Vos lernten sich während ihrer gemeinsamen Zeit am Utrechts Conservatorium kennen. Bereits im selben Jahr hatte das Ensemble ihr erstes Programm und die ersten Auftritte in den Niederlanden, in den weiteren Jahren folgten bereits eine internationale Tournee, neue Programme und CD-Veröffentlichungen. 1998 verließen jedoch Evert Bandringa und Stijn van de Loo die Gruppe, woraufhin Merijn Dijkstra und Etienne Borgers einsprangen. Doch bereits zwei Jahre später verließ auch Mathijs Overmars INTERMEZZO; seitdem bestehen sie nur noch aus vier Sängern. Zwischenzeitlich wurden der Gruppe verschiedene Auszeichnungen bei Wettbewerben verliehen.
In den Jahren 2003 bis 2005 zeichnete sich ein großer Bruch ab: Drei der vier Mitglieder wendeten sich ihren persönlichen Vorstellungen zu, woraufhin nur noch Merijn Dijkstra übrig blieb. Dieser suchte Nachfolger und konnte 2005 Wouter Hamel, Wouter Kronenberg und Clemens Schmuck als neue Sänger gewinnen. Hamel ging wegen eines Plattenvertrages jedoch noch im selben Jahr wieder, sein Ersatz wurde Jeffrey Zudhy, der aber in jüngster Zeit auch wieder von Tjidde Luhrs abgelöst wurde. 2007 fand die Umbenennung in iNtrmzzo statt.
In den bald 20 Jahren seit der Gründung hat das Ensemble bereits mehrere CDs veröffentlicht und Showprogramme aufgeführt. Der Stil hat sich hierbei stets stark verändert und schwankte zwischen Comedy, Pop, Neuinterpretationen bekannter Stücke und experimentellen Klängen.

## Diskografie
- In Fool Color (1991)
- Still Crazy (1994)
- The Orchestra (1996)
- Aap Noot Mies (1998)
- Inside (1999)
- In m’n droom (2000)
- Dream out loud (2001)
- Fantasten Live (2002)
- A long walk (2004)
- Respect Rulez (2006)
- TESTOSTERON (2008)